# Страгово
Страгово (мкд. Страгово) је насеље у Северној Македонији, у јужном делу државе. Страгово је насеље у оквиру општине Кавадарци.

## Географија
Страгово је смештено у јужном делу Северне Македоније. Од најближег већег града, Кавадараца, насеље је удаљено 30 km јужно.
Насеље Страгово се налази у планинској области Бошава. Насеље је смештено изнад долине речице Бошаве, на падинама брдског подручја Витачево. Насеље је положено на приближно 730 метара надморске висине. 
Месна клима је планинска због знатне надморске висине.

## Становништво
Страгово је према последњем попису из 2002. године имало 22 становника.
Већинско становништво у насељу су етнички Македонци (95%), а остало су Срби.
Претежна вероисповест месног становништва је православље.